# اولا-کارین رانلوند

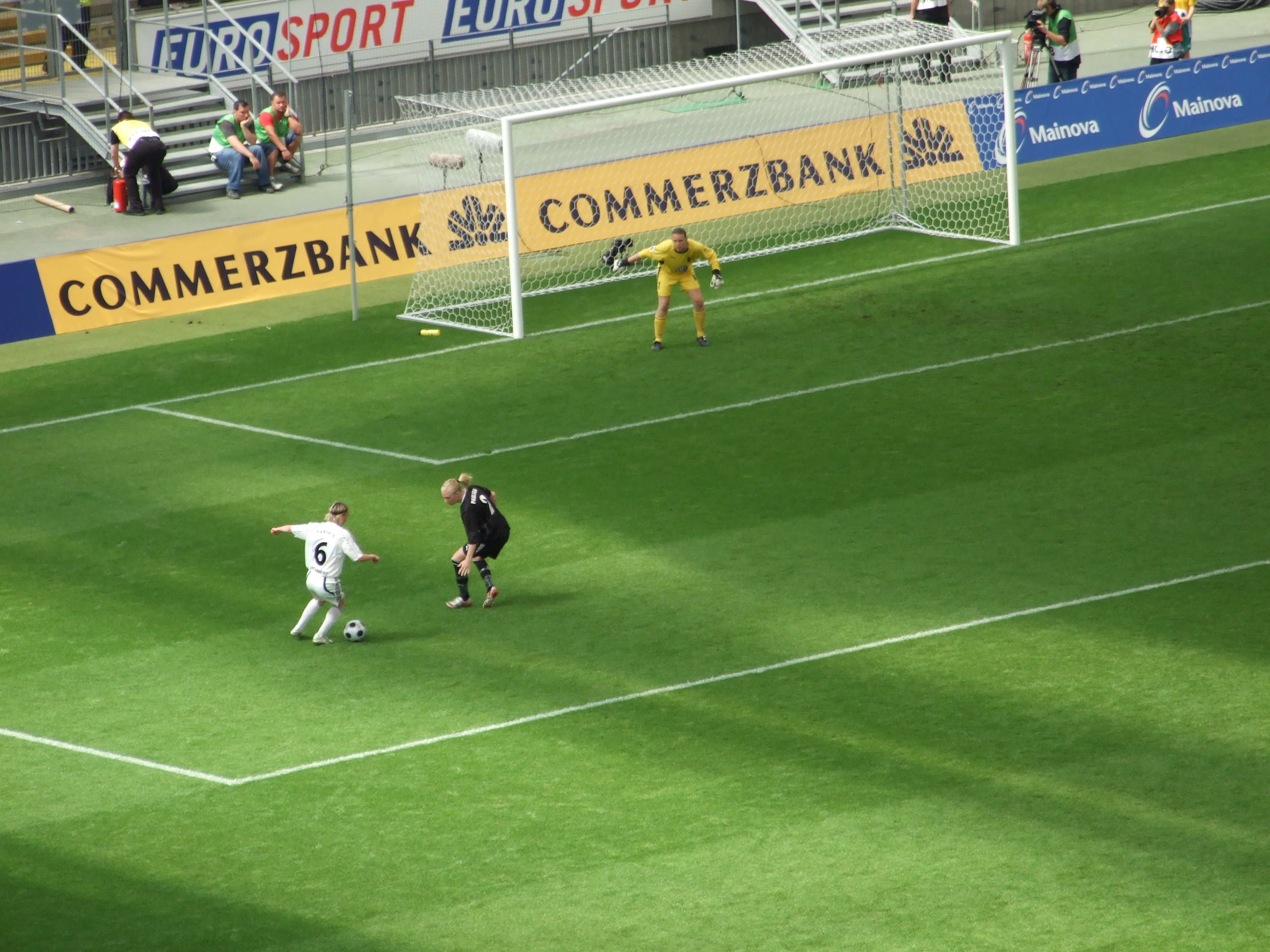
اولا-کارین رانلوند

اولا-کارین رانلوند (انگلیسی: Ulla-Karin Rönnlund؛ زادهٔ ۱۹ فوریهٔ ۱۹۷۷) بازیکن فوتبال اهل سوئد است.
از باشگاه‌هایی که در آن بازی کرده‌است می‌توان به اومئا آی‌کی اشاره کرد.
وی همچنین در تیم ملی فوتبال زنان سوئد بازی کرده‌است.